# Удо фон Катленбург
Удо фон Катленбург (на немски: Udo von Katlenburg; * ок. 975; † сл. 1040) от линията Катленбург на род Удони, е граф в Лизгау и Ритигау, и личен фогт на архиепископа на Бремен Унван.

## Биография
Той е вероятно син на Лотар-Удо I, граф фон Харцефелд-Щаде (* ок. 948; † 23 юни 994), който е убит през 994 г. в морска битка на Долна Елба против норманите. Майка му фон Лизгау е дъщеря на граф Зигеберт фон Лизгау. По баща е внук на граф Хайнрих фон Харцефелд-Щаде († 11 май 976) и първата му съпруга Юдит фон Ветерау († 16 октомври 973).
Близък роднина е с епископ Майнверк фон Падерборн († 1036) и с епископ Унван фон Бремен († 1029) от род Имединги. Роднина е и с епископ Дитрих I фон Мюнстер († 1022), на когото помага в битка против графовете фон Верл. През 1018 г. по време на този конфликт той пленява граф Херман II фон Верл.
На 30 април 1002 г. Удо, заедно с по-големия си брат граф Хайнрих II († сл. 1007) и нортхаймските братя Зигфрид II и Бенно (Бернхард), убива маркграф Екехард I фон Майсен в Пфалц Пьолде.

## Фамилия
Удо фон Катленбург се жени за Бертрада (Беатрикс) фон Оберстенфелд от Швабия (* ок. 970; † ок. 1047), дъщеря на граф Аделхард фон Оберстенфелд (* ок. 950; † сл. 1026), основател на манастир Оберстенфелд (1016). Те имат децата:
- Дитрих I фон Катленбург († 1056), женен за Бертрада, дъщеря на граф Дитрих III от Холандия-Йерусалимски († 1039)
- Имма фон Катленбург (* ок. 990), омъжена за Ели II (Алверих) фон Райнхаузен (* ок. 1010; † сл. 1030), граф в Лайнегау